# Marcus Strickland
Pour les articles homonymes, voir Strickland.
Marcus Strickland, né en 1979, est un saxophoniste et compositeur américain. Il a fait partie des groupes de: Roy Haynes, Jeff 'Tain' Watts, Lonnie Plaxico, David Weiss, Myron Walden, Kenny Garrett; Jason Palmer...
Depuis 2000, Marcus Strickland a enregistré une quinzaine d'albums en tant que sideman et leader et a collaboré avec un très grand nombre de musiciens, notamment avec Roy Haynes; Pat Metheny ou Myron Walden.